# 조선혁명박물관

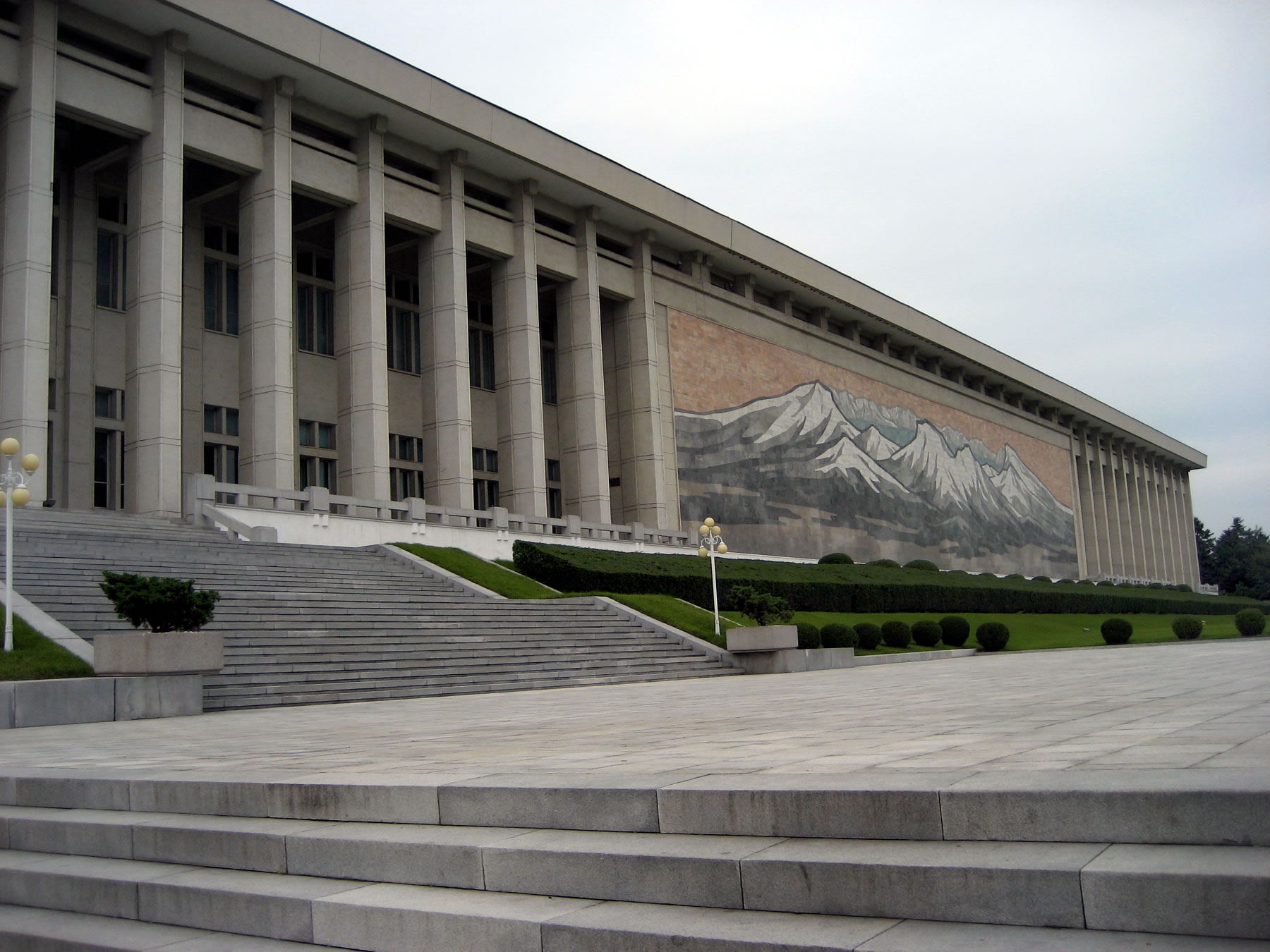
조선혁명박물관

조선혁명박물관(朝鮮革命博物館)은 조선민주주의인민공화국 평양직할시에 위치한 박물관이다. 1972년 4월 김일성 주석의 60번째 생일에 맞춰 현재의 위치로 옮겨 개관하였다. 박물관 앞에는 만수대대기념비가 세워져 있다. 박물관 정면에는 백두산을 소재로 한 길이 70m, 높이 12.85m의 벽화가 그려져 있다.

## 관내
일제강점기 시대였던 1930년대 김일성이 이끄는 항일 빨치산 투쟁 시대부터 1948년 9월 조선민주주의인민공화국이 건국된 사회주의 정권이 성립하기까지의 조선 혁명의 사진 패널 등 자료가 소장, 전시되어 있다.
1948년 개관 당시에는 총론실과 전시실 93개 및 부대시설이 들어서 있었지만 1991년 2월 김정일 국방위원장의 50번째 생일에 맞춰 전시실 7개가 증설되었고 현재는 전시실 100개가 들어서 있다.